# Jessica Alba
Jessica Marie Alba (Pomona, California, 28 de abril de 1981) es una actriz estadounidense. Comenzó su carrera como actriz a los 13 años en Camp Nowhere (1994), seguida de The Secret World of Alex Mack (1994), y saltó a la fama a los 19 años como actriz principal de la serie de televisión Dark Angel (2000-2002), por la que recibió una nominación al Globo de Oro. 
Su gran avance en la pantalla grande se produjo en Honey (2003). Pronto se estableció como actriz de Hollywood y ha protagonizado numerosos éxitos de taquilla a lo largo de su carrera, entre ellos Fantastic Four (2005), Fantastic Four: Rise of the Silver Surfer (2007), Good Luck Chuck (2007), The Eye ( 2008), Valentine's Day (2010), Little Fockers (2010) y Mechanic: Resurrection (2016).  Es una colaboradora frecuente del cineasta Robert Rodríguez, habiendo protagonizado Sin City (2005), Machete (2010), Spy Kids 4: All the Time in the World (2011), Machete Kills (2013) y Sin City: A Dame to Kill For (2014). De 2019 a 2020, Alba protagonizó la serie de acción y crímenes LA's Finest.
En 2011, Alba cofundó The Honest Company, una empresa de bienes de consumo que vende productos para bebés, personales y para el hogar.  Varias revistas, incluidas Men's Health, Vanity Fair y FHM, han incluido a Alba en sus listas de las mujeres más bellas del mundo.

## Biografía
Jessica Marie Alba nació en Pomona, California  el 28 de abril de 1981, hija de Catherine Louisa (de soltera Jensen) y Mark David Alba. Su madre es de ascendencia danesa, galesa, alemana, inglesa y francesa, mientras que sus abuelos paternos, nacidos en California, eran hijos de inmigrantes mexicanos. Tiene un hermano menor, Joshua. Durante su infancia, su familia se trasladó a Biloxi, Misisipi. Tres años más tarde, su padre, miembro de la Fuerza Aérea, decidió volver a California, para más tarde ir a Del Río (Texas), antes de fijar su residencia definitiva en el sur de California. Jessica tenía entonces nueve años.
Jessica sufrió muchas enfermedades durante su infancia: tuvo pulmones colapsados en dos ocasiones, neumonía 4-5 veces al año, ruptura del apéndice y un quiste amigdalar. También padeció de asma. Debido a las frecuentes hospitalizaciones, sus compañeros de colegio apenas la conocían. Jessica también ha reconocido que sufrió trastorno obsesivo-compulsivos durante su infancia. También fue diagnosticada de TDAH en su primer año de escuela, y ha venido tomando Ritalin desde entonces. Jessica Alba terminó sus estudios secundarios a los 16 años, y posteriormente se afilió al Atlantic Theater Company.

## Carrera
Encaprichada con la idea de ser actriz desde que tenía cinco años, no fue hasta los doce cuando tomó su primera clase de teatro. Nueve meses más tarde fue contratada por un agente de cine y obtuvo su primer papel en 1993 en la comedia Camp Nowhere (1994). Contratada en principio por dos semanas, le llegó su gran oportunidad cuando una actriz protagonista abandonó repentinamente su papel. Jessica confiesa que no fue su prodigioso talento o su encanto lo que hizo que el director se decantara por ella para el reemplazo, sino su pelo, muy parecido al de la otra actriz. Así, el trabajo de dos semanas se alargó a dos meses y Jessica terminó la película acaparando gran reconocimiento.

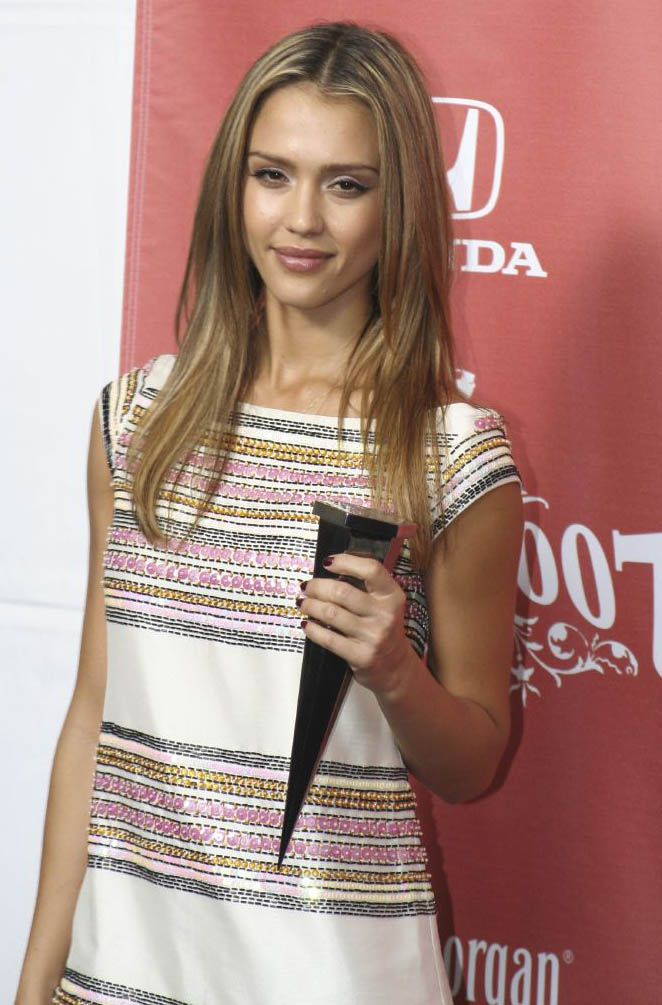
Jessica Alba en 2007

Empezó a trabajar en la televisión por su cuenta en 1994 con un papel recurrente en la serie cómica de Nickelodeon The Secret World of Alex Mack (1994). Interpretó a una chica insoportable dedicada a hacerle la vida imposible a la protagonista, interpretada por Larisa Oleynik. Ese mismo año, consiguió el papel de Maya en Las nuevas aventuras de Flipper (1995) y participó en las dos primeras temporadas de la serie. Pasó todo el año rodando los episodios de la primera temporada en Australia. Jessica, gran nadadora y buceadora con el certificado PADI, realizó un show que le permitió jugar con delfines. El éxito de la serie hizo posible una segunda temporada, que también protagonizó. Su participación en la serie duró dos años, de 1995 a 1997. Desde que la serie terminó, Jessica ha aparecido en numerosos espectáculos y películas para la televisión.
En 1996 apareció en Venus Rising (1995) como Young Eve. En 1997 apareció en The Dini Petty Show (1989), un espectáculo canadiense, y habló sobre su papel en Flipper y su carrera como actriz en general, pero al año siguiente decidió no continuar en esta serie y se retiró al final del último episodio de la segunda temporada de Las nuevas aventuras de Flipper. Empezó, en 1998, a trabajar en P.U.N.K.S. (1999). Poco después, en 1998, apareció como Melissa en Brooklyn South (1997). El mismo año apareció en dos episodios de Beverly Hills, 90210 (1990) como Leanne, y en dos episodios de The Love Boat: The Next Wave (1998). Apareció en Teen Magazine en 1995 y en varias revistas europeas durante los siguientes años, incluso fue portada de Vanity Fair en febrero de 1999. Además, consiguió papeles importantes en dos películas ese mismo año: Nunca me han besado (1999) y El diablo metió la mano (1999). En el año 2000 consiguió también papeles en Paranoia (2000) Dark Angel junto a Jensen Ackles (2000). En 2005 interpretó a Mujer Invisible en Los 4 Fantásticos, en 2007 repitió su personaje en la secuela: Los 4 Fantásticos y Silver Surfer, no pudo actuar en una tercera entrega, debido al reinicio de la franquicia.

## Imagen pública

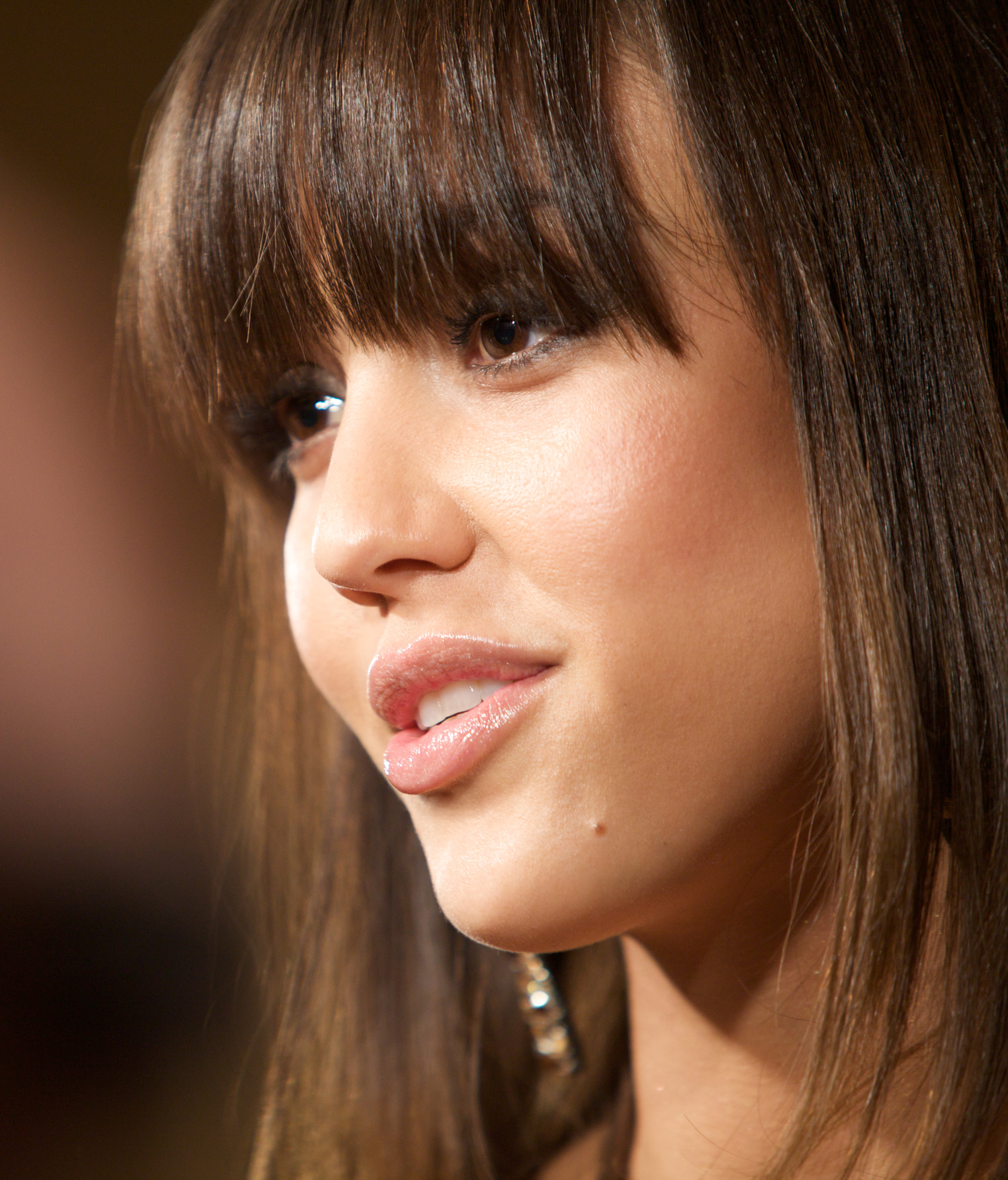
Jessica en 2007.

Alba teme que la encasillen como un "sex kitten" por la mayoría de papeles que le ofrecen, y comentó: "De alguna forma, no creo que esto le sucede a Natalie Portman." En la entrevista, Alba dijo que quiere que la tomen en serio como actriz, pero cree que tiene que hacer películas que no son las más edificantes para su carrera de actriz, señalando que en lo sucesivo espera ser más selectiva en los proyectos de película que le propongan. Alba también mantiene una estricta cláusula en su contrato de no hacer desnudos. Se le dio la opción de aparecer desnuda en Sin City, pero declinó la oferta, diciendo: "Yo no hago desnudos. Yo no. Tal vez eso me hace una mala actriz. Tal vez no voy a ser contratada para algunos proyectos. Pero tengo demasiada ansiedad." Comentó en una sesión de fotos para GQ, en la que estaba vestida con poca ropa: "No querían que me pusiera bragas de abuela, pero le dije: 'Si voy a estar en topless necesito usar bragas de abuelita."

## Vida personal

### Religión

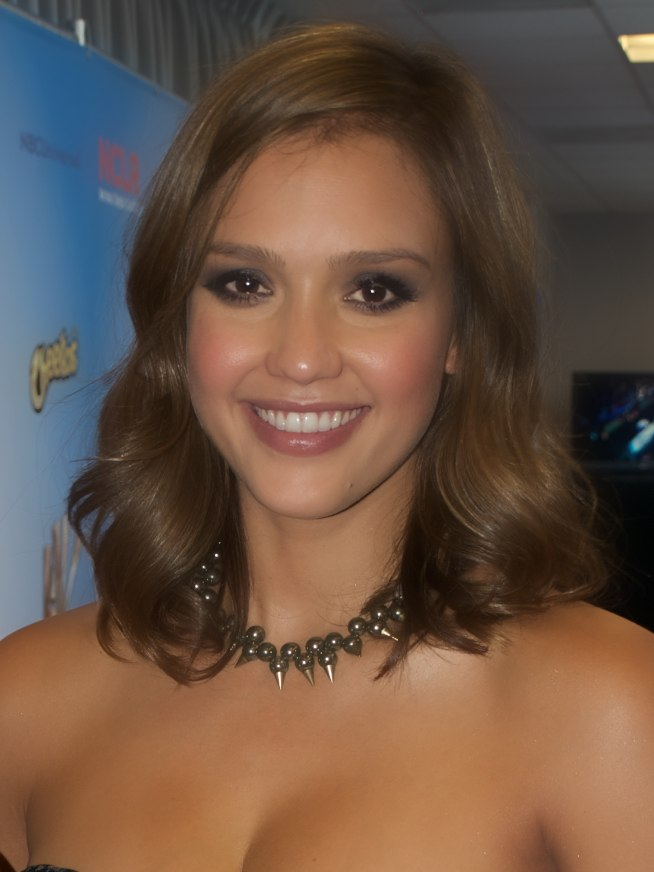
Jessica en 2011.

Alba fue criada como católica, durante su adolescencia, pero dejó el catolicismo después de cuatro años, porque sintió que estaba siendo juzgada por su apariencia. Explicó: "Los hombres mayores coqueteaban conmigo, y mi sacerdote dijo que era porque llevaba ropa provocativa, cuando en realidad no lo hacía. Simplemente me hacía sentir como si no fuera deseable al sexo opuesto, que era mi culpa, e hizo que me avergonzara de mi cuerpo y de ser mujer.
Alba también se opone a las condenas de la Iglesia por las relaciones sexuales prematrimoniales y la homosexualidad, y lo que ella ve como una gran carencia de modelos femeninos en la Biblia. Explicó: "Pensé que era una guía agradable, pero sin duda no era como iba a vivir mi vida." Su "devoción religiosa comenzó a disminuir" a los 15 años cuando actuó como invitada con gonorrea en la garganta en el episodio de la serie de Chicago Hope en 1996. Sus amigos en la Iglesia reaccionaron negativamente a su papel, haciéndole perder su fe en la Iglesia. Sin embargo, ha dicho que todavía cree en Dios a pesar de ya no ser católica.

### Relaciones y familia

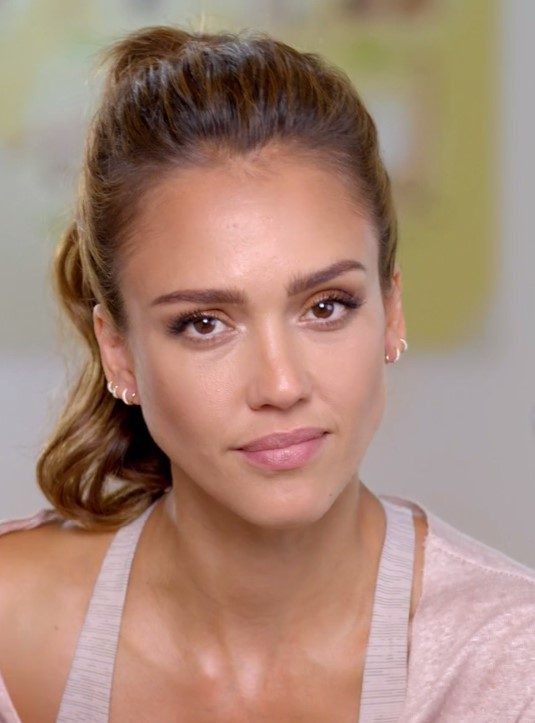
Fotografía de 2019.

Mientras filmaba Dark Angel en enero de 2000, Alba comenzó una relación amorosa de tres años con Michael Weatherly, que fue objeto de polémica debido a la diferencia de edad de doce años que había entre ambos. Weatherly le propuso matrimonio en su vigésimo cumpleaños y ella aceptó. En agosto de 2003, ambos anunciaron que habían decidido poner fin a su relación. En julio de 2007, Alba habló sobre su ruptura, diciendo "No sé [por qué me comprometí]. Era virgen. Él era 12 años mayor que yo. Pensé que el sabía mejor. Mis padres no eran felices, son muy religiosos. [...] Soy completamente diferente." Alba una vez dijo que los hombres mayores le producían la visión de su pareja ideal, haciendo referencias a Morgan Freeman, Sean Connery, Robert Redford y Michael Caine. Dijo, "Siento atracción por los hombres mayores. Han estado cerca de mí y saben demasiado."
Alba conoció a Cash Garner (1979), hijo del actor Michael Warren, mientras hacía Los 4 Fantásticos en 2004. Alba se casó con Warren en Los Ángeles el 21 de mayo de 2008. El 7 de junio de 2008, Alba dio a luz a una niña, Honor Marie Warren, en Cedars-Sinai Medical Center en Los Ángeles, California. Las primeras fotografías de su hija aparecieron en la revista OK!, que pagó 1,5 millones de dólares por ellas.El 13 de agosto de 2011, dio a luz a su segunda hija: Haven Garner Warren. En 2017 Jessica y Warren dieron a conocer que estaban esperando su tercer hijo. El 31 de diciembre del 2017, dio a luz a su tercer hijo: Hayes Alba Warren.

## Filmografía

### Cine
| Año  | Título                                | Personaje                   | Notas     | Ref.   |
| ---- | ------------------------------------- | --------------------------- | --------- | ------ |
| 1994 | Camp Nowhere                          | Gail                        |           |        |
| 1995 | Venus Rising                          | Young Eve                   |           |        |
| 1999 | P.U.N.K.S.                            | Samantha Swoboda            |           |        |
| 1999 | Never Been Kissed                     | Kirsten Liosis              |           |        |
| 1999 | El diablo metió la mano               | Molly                       |           |        |
| 2000 | Paranoid                              | Chloe                       | guionista |        |
| 2003 | El lenguaje de los sueños             | Selima                      |           |        |
| 2003 | Honey, la reina del baile             | Honey Daniels               |           |        |
| 2005 | Sin City                              | Nancy Callahan              |           |        |
| 2005 | Into the Blue                         | Sam                         |           |        |
| 2005 | Los 4 Fantásticos                     | Sue Storm / Mujer invisible |           |        |
| 2007 | Los 4 Fantásticos y Silver Surfer     | Sue Storm / Mujer invisible |           |        |
| 2007 | The Ten                               | Liz Anne Blazer             |           |        |
| 2007 | Novio por una Noche                   | Cam Wexler                  |           |        |
| 2007 | Awake                                 | Sam Lockwood                | guionista |        |
| 2008 | The Eye                               | Sydney Wells                |           |        |
| 2008 | Meet Bill                             | Lucy                        |           |        |
| 2008 | The Love Guru                         | Jane Bullard                |           |        |
| 2010 | Valentine's Day                       | Morley Clarkson             |           |        |
| 2010 | Machete                               | Sartana Rivera              |           |        |
| 2010 | An Invisible Sign                     | Mona Gray                   |           |        |
| 2010 | Little Fockers                        | Andi García                 |           |        |
| 2010 | The Killer Inside Me                  | Joyce Lakeland              |           |        |
| 2011 | Spy Kids 4: All the Time in the World | Marissa Wilson              |           |        |
| 2012 | A.C.O.D.                              | Michelle                    |           |        |
| 2013 | Escape from Planet Earth              | Lena                        |           |        |
| 2013 | Machete Kills                         | Sartana Rivera              |           |        |
| 2014 | Stretch                               | Charlie                     |           |        |
| 2014 | Sin City: A Dame to Kill For          | Nancy Callahan              |           |        |
| 2014 | Some Kind of Beautiful                | Kate                        |           |        |
| 2015 | Barely Lethal                         | Victoria Knox               |           |        |
| 2016 | Mechanic: Resurrection                | Gina Thorne                 |           |        |
| 2016 | Dear Eleanor                          | Daisy                       |           |        |
| 2016 | The Veil                              | Maggie Price                |           |        |
| 2017 | El Camino Christmas                   | Beth Flowers                |           |        |
| 2019 | Killers Anonymous                     | Jade                        |           | [ 29 ] |
| 2021 | Dubai Presents: A Five-Star Mission   | La mujer                    |           |        |
| 2024 | Detonantes                            | Parker                      |           | [ 30 ] |

### Televisión
| Año       | Título                          | Personaje                  | Notas  |
| --------- | ------------------------------- | -------------------------- | ------ |
| 1994      | El mundo secreto de Alex Mack   | Jessica                    |        |
| 1995–1997 | Las nuevas aventuras de Flipper | Maya Graham                |        |
| 1996      | ABC Afterschool Special         | Christy                    |        |
| 1996      | Chicago Hope                    | Florie Hernández           |        |
| 1998      | Brooklyn South                  | Melissa Hauer              |        |
| 1998      | Beverly Hills, 90210            | Leanne                     |        |
| 1998      | The Love Boat: The Next Wave    | Eva                        |        |
| 2000–2002 | Dark Angel                      | Max Guevara / X5-452       |        |
| 2003      | MADtv                           | Jessica Simpson            |        |
| 2004      | Entourage                       | Ella misma                 |        |
| 2005      | Trippin'                        | Ella misma                 |        |
| 2009      | The Office                      | Sophie                     |        |
| 2015      | RuPaul's Drag Race              | ella misma (juez invitado) |        |
| 2019–2020 | L.A.'s Finest                   | Nancy McKenna              | [ 31 ] |
| 2023      | Honest Renovations              | ella misma                 |        |

### Videos musicales
| Año  | Título         | Artista           |
| ---- | -------------- | ----------------- |
| 2010 | I Just Had Sex | The Lonely Island |
| 2015 | Bad Blood      | Taylor Swift      |
| 2025 | Gabriela       | Katseye           |

## Premios y nominaciones
| Año                | Premio                          | Categoría                                               | Trabajo nominado | Resultado |
| ------------------ | ------------------------------- | ------------------------------------------------------- | --- | --------- |
| 2001               | ALMA Award                      | Actriz Revelación del Año                               | — | Ganadora  |
| 2001               | Premios Globo de Oro            | Mejor actriz de serie de televisión - Drama             | Dark Angel | Nominada  |
| 2002               | Nickelodeon Kids' Choice Awards | Heroína Favorita de Acción                              | Dark Angel | Nominada  |
| 2005               | Young Hollywood Awards          | Superestrella del Mañana                                | — | Ganadora  |
| 2006               | Nickelodeon Kids' Choice Awards | Actriz Favorita de Película                             | Los 4 Fantásticos | Nominada  |
| 2006               | Premios Golden Raspberry        | Peor actriz                                             | Los 4 Fantásticos / Into the Blue                                                                                              | Nominada  |
| 2007               | TV Land Awards                  | Estrella de la Pequeña Pantalla / Gran Pantalla (Mujer) | — | Nominada  |
| 2007               | Spike TV Guys' Choice Awards    | La Jessica más Hot                                      | — | Ganadora  |
| 2008               | Premios Golden Raspberry        | Peor actriz                                             | Awake / Novio por una Noche / Los 4 Fantásticos y Silver Surfer                                                                | Nominada  |
| 2008               | Premios Golden Raspberry        | Peor pareja de pantalla                                 | Awake / Novio por una Noche / Los 4 Fantásticos y Silver Surfer (compartido con Hayden Christensen, Dane Cook y Ioan Gruffudd) | Nominada  |
| 2008               | People's Choice Awards          | Estrella Femenina Favorita de Acción                    | — | Nominada  |
| 2008               | People's Choice Awards          | Protagonista Femenina Favorita                          | — | Nominada  |
| 2008               | Nickelodeon Kids' Choice Awards | Estrella Femenina Favorita de Película                  | Los 4 Fantásticos y Silver Surfer                                                                                              | Ganadora  |
| 2009               | Premios Golden Raspberry        | Peor actriz                                             | The Eye / The Love Guru | Nominada  |
| 2011               | Premios Golden Raspberry        | Peor actriz de reparto                                  | The Killer Inside Me / Little Fockers / Machete / Valentine's Day                                                              | Ganadora  |
| 2012               | Nickelodeon Kids' Choice Awards | Patea-Traseros Favorita                                 | Spy Kids 4: All the Time in the World                                                                                          | Nominada  |
| 2019               | Teen Choice Awards              | Actriz de acción de TV                                  | L.A.'s Finest | Nominada  |
| (fuente: IMDb.com) |                                 |                                                         | |           |